# Walid Abbas
Walid Abbas (in arabo وليد عباس‎?; Dubai, 11 giugno 1985) è un calciatore emiratino, difensore dell'Al-Ahli e della Nazionale emiratina.

## Carriera

### Club
Cresciuto nelle giovanili dell'Al Shabab, club di Dubai, ha esordito in prima squadra nel 2006. Ha militato nel club biancoverde fino al 2013, anno in cui ha lasciato la squadra per trasferirsi in un'altra squadra di Dubai, l'Al-Ahli.

### Nazionale
Ha debuttato in Nazionale il 27 dicembre 2008, nell'amichevole Emirati Arabi Uniti-Iraq (2-2). Ha messo a segno la sua prima rete con la maglia della Nazionale l'11 settembre 2012, nell'amichevole Emirati Arabi Uniti-Kuwait (3-0), siglando il gol del definitivo 3-0 al minuto 84. Ha partecipato, con la selezione emiratina, alla Coppa d'Asia 2011, 2015 e 2019, alla Coppa del Golfo 2010, 2013, 2014 e 2023, alla Coppa araba FIFA 2021. È sceso in campo, inoltre, nelle qualificazioni ai Mondiali 2010, 2014, 2018 e 2022, nelle Qualificazioni alla Coppa d'Asia 2011 e 2015.

## Statistiche

### Cronologia presenze e reti in nazionale
| Cronologia completa delle presenze e delle reti in nazionale ― Emirati Arabi Uniti | Cronologia completa delle presenze e delle reti in nazionale ― Emirati Arabi Uniti | Cronologia completa delle presenze e delle reti in nazionale ― Emirati Arabi Uniti | Cronologia completa delle presenze e delle reti in nazionale ― Emirati Arabi Uniti | Cronologia completa delle presenze e delle reti in nazionale ― Emirati Arabi Uniti | Cronologia completa delle presenze e delle reti in nazionale ― Emirati Arabi Uniti | Cronologia completa delle presenze e delle reti in nazionale ― Emirati Arabi Uniti | Cronologia completa delle presenze e delle reti in nazionale ― Emirati Arabi Uniti |
| Data                                                                               | Città                                                                              | In casa                                                                            | Risultato                                                                          | Ospiti                                                                             | Competizione                                                                       | Reti                                                                               | Note                                                                               |
| ---------------------------------------------------------------------------------- | ---------------------------------------------------------------------------------- | ---------------------------------------------------------------------------------- | ---------------------------------------------------------------------------------- | ---------------------------------------------------------------------------------- | ---------------------------------------------------------------------------------- | ---------------------------------------------------------------------------------- | ---------------------------------------------------------------------------------- |
| 27-12-2008                                                                         | Al Ain                                                                             | Emirati Arabi Uniti                                                                | 2 – 2                                                                              | Iraq                                                                               | Amichevole                                                                         | -                                                                                  |                                                                                    |
| 21-1-2009                                                                          | Kuala Lumpur                                                                       | Malaysia                                                                           | 0 – 5                                                                              | Emirati Arabi Uniti                                                                | Qual. Coppa d'Asia 2011                                                            | -                                                                                  |                                                                                    |
| 28-1-2009                                                                          | Sharjah                                                                            | Emirati Arabi Uniti                                                                | 0 – 1                                                                              | Uzbekistan                                                                         | Qual. Coppa d'Asia 2011                                                            | -                                                                                  |                                                                                    |
| 28-3-2009                                                                          | Pyongyang                                                                          | Corea del Nord                                                                     | 2 – 0                                                                              | Emirati Arabi Uniti                                                                | Qual. Mondiali 2010                                                                | -                                                                                  |                                                                                    |
| 1-4-2009                                                                           | Riyad                                                                              | Arabia Saudita                                                                     | 3 – 2                                                                              | Emirati Arabi Uniti                                                                | Qual. Mondiali 2010                                                                | -                                                                                  | 60’                                                                                |
| 2-6-2009                                                                           | Dubai                                                                              | Emirati Arabi Uniti                                                                | 2 – 7                                                                              | Germania                                                                           | Amichevole                                                                         | -                                                                                  | 66’                                                                                |
| 6-6-2009                                                                           | Dubai                                                                              | Emirati Arabi Uniti                                                                | 0 – 2                                                                              | Corea del Sud                                                                      | Qual. Mondiali 2010                                                                | -                                                                                  |                                                                                    |
| 10-6-2009                                                                          | Teheran                                                                            | Iran                                                                               | 1 – 0                                                                              | Emirati Arabi Uniti                                                                | Qual. Mondiali 2010                                                                | -                                                                                  |                                                                                    |
| 18-11-2009                                                                         | Al Ain                                                                             | Emirati Arabi Uniti                                                                | 0 – 1                                                                              | Iraq                                                                               | Amichevole                                                                         | -                                                                                  |                                                                                    |
| 3-3-2010                                                                           | Tashkent                                                                           | Uzbekistan                                                                         | 0 – 1                                                                              | Emirati Arabi Uniti                                                                | Qual. Coppa d'Asia 2011                                                            | -                                                                                  |                                                                                    |
| 9-10-2010                                                                          | Abu Dhabi                                                                          | Emirati Arabi Uniti                                                                | 0 – 2                                                                              | Cile                                                                               | Amichevole                                                                         | -                                                                                  |                                                                                    |
| 12-10-2010                                                                         | Abu Dhabi                                                                          | Emirati Arabi Uniti                                                                | 0 – 2                                                                              | Angola                                                                             | Amichevole                                                                         | -                                                                                  |                                                                                    |
| 18-11-2010                                                                         | Dubai                                                                              | Emirati Arabi Uniti                                                                | 5 – 0                                                                              | India                                                                              | Amichevole                                                                         | -                                                                                  |                                                                                    |
| 23-11-2010                                                                         | Aden                                                                               | Iraq                                                                               | 0 – 0                                                                              | Emirati Arabi Uniti                                                                | Coppa del Golfo 2010 - Gironi                                                      | -                                                                                  | 74’                                                                                |
| 29-11-2010                                                                         | Aden                                                                               | Emirati Arabi Uniti                                                                | 3 – 1                                                                              | Bahrein                                                                            | Coppa del Golfo 2010 - Gironi                                                      | -                                                                                  |                                                                                    |
| 2-12-2010                                                                          | Aden                                                                               | Emirati Arabi Uniti                                                                | 0 – 1                                                                              | Arabia Saudita                                                                     | Coppa del Golfo 2010 - Semifinali                                                  | -                                                                                  | 53’                                                                                |
| 2-1-2011                                                                           | Abu Dhabi                                                                          | Emirati Arabi Uniti                                                                | 2 – 0                                                                              | Siria                                                                              | Amichevole                                                                         | -                                                                                  |                                                                                    |
| 5-1-2011                                                                           | Al Ain                                                                             | Emirati Arabi Uniti                                                                | 0 – 0                                                                              | Australia                                                                          | Amichevole                                                                         | -                                                                                  | 74’                                                                                |
| 11-1-2011                                                                          | Doha                                                                               | Corea del Nord                                                                     | 0 – 0                                                                              | Emirati Arabi Uniti                                                                | Coppa d'Asia 2011 - Gironi                                                         | -                                                                                  |                                                                                    |
| 15-1-2011                                                                          | Al-Rayyan                                                                          | Emirati Arabi Uniti                                                                | 0 – 1                                                                              | Iraq                                                                               | Coppa d'Asia 2011 - Gironi                                                         | -                                                                                  |                                                                                    |
| 19-1-2011                                                                          | Doha                                                                               | Emirati Arabi Uniti                                                                | 0 – 3                                                                              | Iran                                                                               | Coppa d'Asia 2011 - Gironi                                                         | -                                                                                  |                                                                                    |
| 17-7-2011                                                                          | Al Ain                                                                             | Emirati Arabi Uniti                                                                | 6 – 2                                                                              | Libano                                                                             | Amichevole                                                                         | -                                                                                  |                                                                                    |
| 23-7-2011                                                                          | Al Ain                                                                             | Emirati Arabi Uniti                                                                | 3 – 0                                                                              | India                                                                              | Qual. Mondiali 2014                                                                | -                                                                                  |                                                                                    |
| 28-7-2011                                                                          | Nuova Delhi                                                                        | India                                                                              | 2 – 2                                                                              | Emirati Arabi Uniti                                                                | Qual. Mondiali 2014                                                                | -                                                                                  |                                                                                    |
| 25-8-2011                                                                          | Al Ain                                                                             | Emirati Arabi Uniti                                                                | 3 – 1                                                                              | Qatar                                                                              | Amichevole                                                                         | -                                                                                  |                                                                                    |
| 2-9-2011                                                                           | Al Ain                                                                             | Emirati Arabi Uniti                                                                | 2 – 3                                                                              | Kuwait                                                                             | Qual. Mondiali 2014                                                                | -                                                                                  |                                                                                    |
| 6-9-2011                                                                           | Beirut                                                                             | Libano                                                                             | 3 – 1                                                                              | Emirati Arabi Uniti                                                                | Qual. Mondiali 2014                                                                | -                                                                                  | 36’                                                                                |
| 6-10-2011                                                                          | Shenzhen                                                                           | Cile                                                                               | 2 – 1                                                                              | Emirati Arabi Uniti                                                                | Amichevole                                                                         | -                                                                                  | 78’                                                                                |
| 11-10-2011                                                                         | Shenzhen                                                                           | Corea del Sud                                                                      | 2 – 1                                                                              | Emirati Arabi Uniti                                                                | Qual. Mondiali 2014                                                                | -                                                                                  |                                                                                    |
| 15-11-2011                                                                         | Kuwait City                                                                        | Kuwait                                                                             | 2 – 1                                                                              | Emirati Arabi Uniti                                                                | Qual. Mondiali 2014                                                                | -                                                                                  | 65’                                                                                |
| 29-2-2012                                                                          | Abu Dhabi                                                                          | Emirati Arabi Uniti                                                                | 4 – 2                                                                              | Libano                                                                             | Qual. Mondiali 2014                                                                | -                                                                                  |                                                                                    |
| 6-9-2012                                                                           | Niigata                                                                            | Giappone                                                                           | 1 – 0                                                                              | Emirati Arabi Uniti                                                                | Amichevole                                                                         | -                                                                                  | 79’                                                                                |
| 11-9-2012                                                                          | Dubai                                                                              | Emirati Arabi Uniti                                                                | 3 – 0                                                                              | Kuwait                                                                             | Amichevole                                                                         | 1                                                                                  |                                                                                    |
| 16-10-2012                                                                         | Dubai                                                                              | Emirati Arabi Uniti                                                                | 6 – 2                                                                              | Bahrein                                                                            | Amichevole                                                                         | -                                                                                  |                                                                                    |
| 25-12-2012                                                                         | Doha                                                                               | Yemen                                                                              | 0 – 2                                                                              | Emirati Arabi Uniti                                                                | Amichevole                                                                         | -                                                                                  | 46’                                                                                |
| 29-12-2012                                                                         | Doha                                                                               | Yemen                                                                              | 3 – 1                                                                              | Emirati Arabi Uniti                                                                | Amichevole                                                                         | -                                                                                  |                                                                                    |
| 11-1-2013                                                                          | Madinat 'Isa                                                                       | Emirati Arabi Uniti                                                                | 2 – 0                                                                              | Oman                                                                               | Coppa del Golfo 2013 - Gironi                                                      | -                                                                                  |                                                                                    |
| 31-1-2013                                                                          | Shenzhen                                                                           | Corea del Nord                                                                     | 1 – 0                                                                              | Emirati Arabi Uniti                                                                | Amichevole                                                                         | -                                                                                  |                                                                                    |
| 6-2-2013                                                                           | Hanoi                                                                              | Vietnam                                                                            | 1 – 2                                                                              | Emirati Arabi Uniti                                                                | Qual. Coppa d'Asia 2015                                                            | -                                                                                  | 63’                                                                                |
| 5-10-2013                                                                          | Shenzhen                                                                           | Emirati Arabi Uniti                                                                | 2 – 0                                                                              | Laos                                                                               | Amichevole                                                                         | -                                                                                  |                                                                                    |
| 9-10-2013                                                                          | Shenzhen                                                                           | Emirati Arabi Uniti                                                                | 3 – 1                                                                              | Malaysia                                                                           | Amichevole                                                                         | -                                                                                  |                                                                                    |
| 15-10-2013                                                                         | Hong Kong                                                                          | Hong Kong                                                                          | 0 – 4                                                                              | Emirati Arabi Uniti                                                                | Qual. Coppa d'Asia 2015                                                            | 1                                                                                  |                                                                                    |
| 9-11-2013                                                                          | Abu Dhabi                                                                          | Emirati Arabi Uniti                                                                | 4 – 0                                                                              | Filippine                                                                          | Amichevole                                                                         | 1                                                                                  | 72’                                                                                |
| 15-11-2013                                                                         | Abu Dhabi                                                                          | Emirati Arabi Uniti                                                                | 4 – 0                                                                              | Hong Kong                                                                          | Qual. Coppa d'Asia 2015                                                            | 1                                                                                  |                                                                                    |
| 19-11-2013                                                                         | Abu Dhabi                                                                          | Emirati Arabi Uniti                                                                | 5 – 0                                                                              | Vietnam                                                                            | Qual. Coppa d'Asia 2015                                                            | 1                                                                                  |                                                                                    |
| 5-3-2014                                                                           | Tashkent                                                                           | Uzbekistan                                                                         | 1 – 1                                                                              | Emirati Arabi Uniti                                                                | Qual. Coppa d'Asia 2015                                                            | -                                                                                  |                                                                                    |
| 27-5-2014                                                                          | Carouge                                                                            | Emirati Arabi Uniti                                                                | 3 – 4                                                                              | Armenia                                                                            | Amichevole                                                                         | -                                                                                  |                                                                                    |
| 3-6-2014                                                                           | Meyrin                                                                             | Emirati Arabi Uniti                                                                | 1 – 0                                                                              | Georgia                                                                            | Amichevole                                                                         | -                                                                                  | 70’                                                                                |
| 27-8-2014                                                                          | Stavanger                                                                          | Norvegia                                                                           | 0 – 0                                                                              | Emirati Arabi Uniti                                                                | Amichevole                                                                         | -                                                                                  |                                                                                    |
| 3-9-2014                                                                           | Linz                                                                               | Lituania                                                                           | 1 – 1                                                                              | Emirati Arabi Uniti                                                                | Amichevole                                                                         | -                                                                                  | 28’ 46’                                                                            |
| 6-11-2014                                                                          | Hofuf                                                                              | Emirati Arabi Uniti                                                                | 3 – 2                                                                              | Libano                                                                             | Amichevole                                                                         | -                                                                                  |                                                                                    |
| 17-11-2014                                                                         | Gedda                                                                              | Emirati Arabi Uniti                                                                | 2 – 2                                                                              | Kuwait                                                                             | Coppa del Golfo 2014 - Gironi                                                      | -                                                                                  | 82’                                                                                |
| 20-11-2014                                                                         | Riyad                                                                              | Emirati Arabi Uniti                                                                | 2 – 0                                                                              | Iraq                                                                               | Coppa del Golfo 2014 - Gironi                                                      | -                                                                                  |                                                                                    |
| 23-11-2014                                                                         | Riyad                                                                              | Arabia Saudita                                                                     | 3 – 2                                                                              | Emirati Arabi Uniti                                                                | Coppa del Golfo 2014 - Semifinali                                                  | -                                                                                  |                                                                                    |
| 25-11-2014                                                                         | Gedda                                                                              | Emirati Arabi Uniti                                                                | 1 – 0                                                                              | Oman                                                                               | Coppa del Golfo 2014 - Finale 3º posto                                             | -                                                                                  | 88’                                                                                |
| 30-12-2014                                                                         | Robina                                                                             | Emirati Arabi Uniti                                                                | 1 – 0                                                                              | Giordania                                                                          | Amichevole                                                                         | -                                                                                  |                                                                                    |
| 11-1-2015                                                                          | Canberra                                                                           | Emirati Arabi Uniti                                                                | 4 – 1                                                                              | Qatar                                                                              | Coppa d'Asia 2015 - Gironi                                                         | -                                                                                  | 35’                                                                                |
| 15-1-2015                                                                          | Canberra                                                                           | Bahrein                                                                            | 1 – 2                                                                              | Emirati Arabi Uniti                                                                | Coppa d'Asia 2015 - Gironi                                                         | -                                                                                  |                                                                                    |
| 19-1-2015                                                                          | Brisbane                                                                           | Iran                                                                               | 1 – 0                                                                              | Emirati Arabi Uniti                                                                | Coppa d'Asia 2015 - Gironi                                                         | -                                                                                  | 26’                                                                                |
| 27-1-2015                                                                          | Newcastle                                                                          | Australia                                                                          | 2 – 0                                                                              | Emirati Arabi Uniti                                                                | Coppa d'Asia 2015 - Semifinali                                                     | -                                                                                  | 78’                                                                                |
| 30-1-2015                                                                          | Newcastle                                                                          | Iraq                                                                               | 2 – 3                                                                              | Emirati Arabi Uniti                                                                | Coppa d'Asia 2015 - Finale 3º posto                                                | -                                                                                  | 68’                                                                                |
| 11-6-2015                                                                          | Kuala Lumpur                                                                       | Corea del Sud                                                                      | 3 – 0                                                                              | Emirati Arabi Uniti                                                                | Amichevole                                                                         | -                                                                                  | 68’                                                                                |
| 16-6-2015                                                                          | Shah Alam                                                                          | Timor Est                                                                          | 0 – 1                                                                              | Emirati Arabi Uniti                                                                | Qual. Mondiali 2018                                                                | -                                                                                  |                                                                                    |
| 3-9-2015                                                                           | Abu Dhabi                                                                          | Emirati Arabi Uniti                                                                | 10 – 0                                                                             | Malaysia                                                                           | Qual. Mondiali 2018                                                                | -                                                                                  |                                                                                    |
| 8-9-2015                                                                           | Al-Ram                                                                             | Palestina                                                                          | 0 – 0                                                                              | Emirati Arabi Uniti                                                                | Qual. Mondiali 2018                                                                | -                                                                                  |                                                                                    |
| 16-1-2016                                                                          | Abu Dhabi                                                                          | Emirati Arabi Uniti                                                                | 2 – 1                                                                              | Islanda                                                                            | Amichevole                                                                         | -                                                                                  | 46’                                                                                |
| 18-3-2016                                                                          | Abu Dhabi                                                                          | Emirati Arabi Uniti                                                                | 6 – 1                                                                              | Bangladesh                                                                         | Amichevole                                                                         | -                                                                                  |                                                                                    |
| 24-3-2015                                                                          | Abu Dhabi                                                                          | Emirati Arabi Uniti                                                                | 2 – 0                                                                              | Palestina                                                                          | Qual. Mondiali 2018                                                                | -                                                                                  |                                                                                    |
| 29-3-2016                                                                          | Abu Dhabi                                                                          | Emirati Arabi Uniti                                                                | 1 – 1                                                                              | Arabia Saudita                                                                     | Qual. Mondiali 2018                                                                | -                                                                                  |                                                                                    |
| 24-8-2016                                                                          | Shanghai                                                                           | Emirati Arabi Uniti                                                                | 0 – 2                                                                              | Corea del Nord                                                                     | Amichevole                                                                         | -                                                                                  |                                                                                    |
| 1-9-2016                                                                           | Saitama                                                                            | Giappone                                                                           | 1 – 2                                                                              | Emirati Arabi Uniti                                                                | Qual. Mondiali 2018                                                                | -                                                                                  | 46’ 80’                                                                            |
| 6-9-2016                                                                           | Abu Dhabi                                                                          | Emirati Arabi Uniti                                                                | 0 – 1                                                                              | Australia                                                                          | Qual. Mondiali 2018                                                                | -                                                                                  |                                                                                    |
| 9-11-2016                                                                          | Al Ain                                                                             | Emirati Arabi Uniti                                                                | 2 – 0                                                                              | Bahrein                                                                            | Amichevole                                                                         | 1                                                                                  |                                                                                    |
| 15-11-2016                                                                         | Abu Dhabi                                                                          | Emirati Arabi Uniti                                                                | 2 – 0                                                                              | Iraq                                                                               | Qual. Mondiali 2018                                                                | -                                                                                  |                                                                                    |
| 28-3-2017                                                                          | Sydney                                                                             | Australia                                                                          | 2 – 0                                                                              | Emirati Arabi Uniti                                                                | Qual. Mondiali 2018                                                                | -                                                                                  | 79’                                                                                |
| 7-6-2017                                                                           | Shah Alam                                                                          | Emirati Arabi Uniti                                                                | 4 – 0                                                                              | Laos                                                                               | Amichevole                                                                         | -                                                                                  |                                                                                    |
| 5-9-2017                                                                           | Amman                                                                              | Iraq                                                                               | 1 – 0                                                                              | Emirati Arabi Uniti                                                                | Qual. Mondiali 2018                                                                | -                                                                                  |                                                                                    |
| 10-11-2017                                                                         | Al Ain                                                                             | Emirati Arabi Uniti                                                                | 0 – 1                                                                              | Haiti                                                                              | Amichevole                                                                         | -                                                                                  | 87’                                                                                |
| 22-3-2018                                                                          | Bangkok                                                                            | Slovacchia                                                                         | 2 – 1                                                                              | Emirati Arabi Uniti                                                                | Amichevole                                                                         | -                                                                                  |                                                                                    |
| 25-3-2018                                                                          | Bangkok                                                                            | Gabon                                                                              | 1 – 0                                                                              | Emirati Arabi Uniti                                                                | Amichevole                                                                         | -                                                                                  |                                                                                    |
| 18-8-2018                                                                          | Grödig                                                                             | Emirati Arabi Uniti                                                                | 0 – 0                                                                              | Andorra                                                                            | Amichevole                                                                         | -                                                                                  |                                                                                    |
| 20-11-2018                                                                         | Dubai                                                                              | Emirati Arabi Uniti                                                                | 2 – 0                                                                              | Yemen                                                                              | Amichevole                                                                         | -                                                                                  |                                                                                    |
| 25-1-2019                                                                          | Al Ain                                                                             | Emirati Arabi Uniti                                                                | 1 – 0                                                                              | Australia                                                                          | Coppa d'Asia 2019 - Quarti di finale                                               | -                                                                                  | 78’                                                                                |
| 29-1-2019                                                                          | Abu Dhabi                                                                          | Emirati Arabi Uniti                                                                | 0 – 4                                                                              | Qatar                                                                              | Coppa d'Asia 2019 - Semifinali                                                     | -                                                                                  |                                                                                    |
| 31-8-2019                                                                          | Riffa                                                                              | Emirati Arabi Uniti                                                                | 5 – 1                                                                              | Sri Lanka                                                                          | Amichevole                                                                         | -                                                                                  |                                                                                    |
| 10-9-2019                                                                          | Kuala Lumpur                                                                       | Malaysia                                                                           | 1 – 2                                                                              | Emirati Arabi Uniti                                                                | Qual. Mondiali 2022                                                                | -                                                                                  | 90+5’                                                                              |
| 10-10-2019                                                                         | Dubai                                                                              | Emirati Arabi Uniti                                                                | 5 – 0                                                                              | Indonesia                                                                          | Qual. Mondiali 2022                                                                | -                                                                                  |                                                                                    |
| 14-11-2019                                                                         | Hanoi                                                                              | Vietnam                                                                            | 1 – 0                                                                              | Emirati Arabi Uniti                                                                | Qual. Mondiali 2022                                                                | -                                                                                  |                                                                                    |
| 12-1-2021                                                                          | Dubai                                                                              | Emirati Arabi Uniti                                                                | 0 – 0                                                                              | Iraq                                                                               | Amichevole                                                                         | -                                                                                  |                                                                                    |
| 29-3-2021                                                                          | Dubai                                                                              | Emirati Arabi Uniti                                                                | 6 – 0                                                                              | India                                                                              | Amichevole                                                                         | -                                                                                  |                                                                                    |
| 24-5-2021                                                                          | Dubai                                                                              | Emirati Arabi Uniti                                                                | 5 – 1                                                                              | Giordania                                                                          | Amichevole                                                                         | -                                                                                  |                                                                                    |
| 3-6-2021                                                                           | Dubai                                                                              | Emirati Arabi Uniti                                                                | 4 – 0                                                                              | Malaysia                                                                           | Qual. Mondiali 2022                                                                | -                                                                                  |                                                                                    |
| 7-6-2021                                                                           | Dubai                                                                              | Emirati Arabi Uniti                                                                | 3 – 1                                                                              | Thailandia                                                                         | Qual. Mondiali 2022                                                                | -                                                                                  |                                                                                    |
| 11-6-2021                                                                          | Dubai                                                                              | Emirati Arabi Uniti                                                                | 5 – 0                                                                              | Indonesia                                                                          | Qual. Mondiali 2022                                                                | -                                                                                  | 81’                                                                                |
| 15-6-2021                                                                          | Dubai                                                                              | Emirati Arabi Uniti                                                                | 3 – 2                                                                              | Vietnam                                                                            | Qual. Mondiali 2022                                                                | -                                                                                  |                                                                                    |
| 2-9-2021                                                                           | Dubai                                                                              | Emirati Arabi Uniti                                                                | 0 – 0                                                                              | Libano                                                                             | Qual. Mondiali 2022                                                                | -                                                                                  |                                                                                    |
| 7-9-2021                                                                           | Amman                                                                              | Siria                                                                              | 1 – 1                                                                              | Emirati Arabi Uniti                                                                | Qual. Mondiali 2022                                                                | -                                                                                  | 16’                                                                                |
| 12-10-2021                                                                         | Dubai                                                                              | Emirati Arabi Uniti                                                                | 2 – 2                                                                              | Iraq                                                                               | Qual. Mondiali 2022                                                                | -                                                                                  | 79’                                                                                |
| 11-11-2021                                                                         | Goyang                                                                             | Corea del Sud                                                                      | 1 – 0                                                                              | Emirati Arabi Uniti                                                                | Qual. Mondiali 2022                                                                | -                                                                                  | 90+4’                                                                              |
| 30-11-2021                                                                         | Doha                                                                               | Emirati Arabi Uniti                                                                | 2 – 1                                                                              | Siria                                                                              | Coppa araba FIFA 2021 - Gironi                                                     | -                                                                                  |                                                                                    |
| 3-12-2021                                                                          | Doha                                                                               | Mauritania                                                                         | 0 – 1                                                                              | Emirati Arabi Uniti                                                                | Coppa araba FIFA 2021 - Gironi                                                     | -                                                                                  | 85’                                                                                |
| 6-12-2021                                                                          | Doha                                                                               | Tunisia                                                                            | 1 – 0                                                                              | Emirati Arabi Uniti                                                                | Coppa araba FIFA 2021 - Gironi                                                     | -                                                                                  | 30’ 46’                                                                            |
| 27-1-2022                                                                          | Dubai                                                                              | Emirati Arabi Uniti                                                                | 2 – 0                                                                              | Siria                                                                              | Qual. Mondiali 2022                                                                | -                                                                                  |                                                                                    |
| 1-2-2022                                                                           | Teheran                                                                            | Iran                                                                               | 1 – 0                                                                              | Emirati Arabi Uniti                                                                | Qual. Mondiali 2022                                                                | -                                                                                  |                                                                                    |
| 24-3-2022                                                                          | Riyad                                                                              | Iraq                                                                               | 1 – 0                                                                              | Emirati Arabi Uniti                                                                | Qual. Mondiali 2022                                                                | -                                                                                  |                                                                                    |
| 29-3-2022                                                                          | Dubai                                                                              | Emirati Arabi Uniti                                                                | 1 – 0                                                                              | Corea del Sud                                                                      | Qual. Mondiali 2022                                                                | -                                                                                  |                                                                                    |
| 29-5-2022                                                                          | Dubai                                                                              | Emirati Arabi Uniti                                                                | 1 – 1                                                                              | Gambia                                                                             | Amichevole                                                                         | -                                                                                  | 46’                                                                                |
| 7-6-2022                                                                           | Al-Rayyan                                                                          | Emirati Arabi Uniti                                                                | 1 – 2                                                                              | Australia                                                                          | Qual. Mondiali 2022                                                                | -                                                                                  |                                                                                    |
| 30-12-2022                                                                         | Dubai                                                                              | Emirati Arabi Uniti                                                                | 1 – 0                                                                              | Libano                                                                             | Amichevole                                                                         | -                                                                                  |                                                                                    |
| 7-1-2023                                                                           | Basra                                                                              | Bahrein                                                                            | 2 – 1                                                                              | Emirati Arabi Uniti                                                                | Coppa del Golfo 2023 - Gironi                                                      | -                                                                                  |                                                                                    |
| 10-1-2023                                                                          | Basra                                                                              | Emirati Arabi Uniti                                                                | 0 – 1                                                                              | Kuwait                                                                             | Coppa del Golfo 2023 - Gironi                                                      | -                                                                                  |                                                                                    |
| 13-1-2023                                                                          | Basra                                                                              | Qatar                                                                              | 1 – 1                                                                              | Emirati Arabi Uniti                                                                | Coppa del Golfo 2023 - Gironi                                                      | -                                                                                  |                                                                                    |
| Totale                                                                             |                                                                                    | Presenze                                                                           | 112                                                                                |                                                                                    | Reti                                                                               | 6                                                                                  |                                                                                    |

## Palmarès

### Club

#### Competizioni nazionali
- Campionato emiratino: 5

Al-Shabab: 2007-2008
Shabab Al-Ahli: 2013-2014, 2015-2016, 2022-2023, 2024-2025
- Coppa di Lega (Emirati Arabi Uniti): 5

Al-Shabab: 2011
Shabab Al-Ahli: 2014, 2017, 2019, 2021
- Coppa del Presidente degli Emirati Arabi Uniti: 2

Shabab Al-Ahli: 2018-2019, 2020-2021
- Supercoppa degli Emirati Arabi Uniti: 5

Shabab Al-Ahli:2013, 2014, 2016, 2020, 2024

#### Competizioni internazionali
- Coppa dei Campioni del Golfo: 1

Al-Shabab: 2011

### Nazionale
- Coppa delle Nazioni del Golfo: 1

Bahrain 2013